# Maria Isabel da Áustria (1737-1740)
Maria Isabel da Áustria (nome completo: Maria Isabel Amália Antônia Josefa Gabriela Joana Ágata; Viena, 5 de fevereiro de 1737 – Laxemburgo, 7 de junho de 1740) foi a primogênita da Arquiduquesa Maria Teresa da Áustria, depois Rainha da Hungria, Croácia e Boêmia, e do duque Francisco Estêvão de Lorena, depois Francisco I do Sacro Império Romano-Germânico.

## Biografia
Maria Isabel nasceu em 5 de Fevereiro de 1737 no Palácio de Schönbrunn em Viena. No entanto, não houve grande júbilo no nascimento da criança, uma vez que seus pais queriam um filho varão e herdeiro.
Maria Isabel era uma criança animada e adorável, ela logo se tornou a favorita de ambos os pais. Seu avô, o imperador Carlos VI, a apelidou de Liesl, e brincava com ela frequentemente.
Durante uma visita ao Castelo de Laxemburgo, em 7 de Junho de 1740, Maria Isabel ficou repentinamente doente com cólicas estomacais e vômitos. Durante todo o dia, as cólicas estomacais alternavam-se com vômitos sempre renovados, até que a pequena arquiduquesa morreu naquela noite, às 21h, aos três anos de idade. Seu pai Francisco relatou a morte de sua primogênita:
"Às oito horas fui convocado e entreguei-me uma carta do médico, da qual deduzi que é hora de levar minha esposa embora, pois a criança não viverá mais. Eu saí um pouco confuso e encontrei minha esposa completamente em lágrimas quando cheguei. Eu a peguei pela mão e os levei para os apartamentos dela. Então voltei com a criança doente. Eu só tinha estado por um tempo quando ela se sentou, olhou para mim e disse com uma voz clara: " Eu recomendo a mim mesmo, ó meu Deus! ". Então ela caiu para trás e morreu em meus braços."
Maria Isabel foi o primeiro membro da família Habsburgo-Lorena a ser sepultado na Cripta Imperial de Viena. Sua irmã mais nova Maria Isabel foi nomeada em sua homenagem.